# マリオストライカーズ チャージド
『マリオストライカーズ チャージド』（MARIO STRIKERS CHARGED）は、ネクスト・レベル・ゲームズ開発、任天堂発売のWii専用ゲームソフト。日本では2007年9月20日に、アメリカでは同年7月30日に、ヨーロッパでは同年5月25日にそれぞれ発売。
2016年にWii Uのニンテンドーeショップでのダウンロード配信も開始された。

## 概要
前作に引き続き、公式イラストがアニメ風となっているがゲーム内では通常通り。Wiiのマリオシリーズ及びマリオストライカーズシリーズで初めてニンテンドーWi-Fiコネクションを利用したオンライン対戦に対応。

### 新機能・変更点
前作『スーパーマリオストライカーズ』からの新機能または変更点は次の通り。
- キャラクターの基本的な性能が5種類に分けられるようになった。
- 前作の『スーパーストライク』は『メガストライク』となった。タイミングで強さなどが変わり、場合によっては最高で6点獲得できる。
- サイドキッカー専用の必殺技として『スーパーシュート』が追加された。
- キャラクターごとにミュージックが用意された。
- キャプテンキャラのみが使える特殊能力『スーパーアビリティ』が追加された。
- ステージにギミックが追加された他、GC版のステージを除いてBGMが流れるようになった。
- 演出が派手になった。
- キャラクターの声が殆ど無くなった。

## キャラクター
キャプテン1人・サイドキッカー3人・ゴールキーパー1人の合計5人で1チームを組む。カッコ内表記は左からタイプ/背番号の順。

### キャプテン
- マリオ（バランス/1）
  - メガストライク - メガファイア
  - スーパーアビリティ - スーパーマリオ

一定時間巨大化し、近くにいる相手は押し潰して動けなくする。ただし無敵ではないためタックルやスライディングは普通に受けてしまう。
巨大化中は音楽が流れるがテーマ曲とは大きく異なっている。
- ルイージ（バランス/2）
  - メガストライク - グリーンタイフーン
  - スーパーアビリティ - スーパールイージ

一定時間巨大化し、近くにいる相手は押し潰して動けなくする。ただし無敵ではないためタックルやスライディングは普通に受けてしまう。
巨大化中はテーマ曲が流れる。
- ピーチ（テクニカル/10）
  - メガストライク - プリンセスキス
  - スーパーアビリティ - フォトストップ

ピーチの周辺をカメラで囲い、撮られた相手を写真の中に一定時間閉じ込める。
- デイジー（ディフェンス/9）
  - メガストライク - クリスタルスマッシュ
  - スーパーアビリティ - ロックフラワー

デイジーの周辺6方向に岩を突出させ、相手を弾き飛ばす。
- ワリオ（オフェンス/00）
  - メガストライク - バルーンバースト
  - スーパーアビリティ - ポイズンクラウド

ワリオの後ろから屁のような毒ガスを吹き出して巻き込んだ敵を一定時間混乱させる。
- ワルイージ（テクニカル/0）
  - メガストライク - パープルスパイク
  - スーパーアビリティ - パープルフェンス

紫色のムチで一直線上に壁を作り、相手を通れなくさせる。直角になるが向きを変えることも可能。
- ヨッシー（バランス/8）
  - メガストライク - ハイパーブレス
  - スーパーアビリティ - ローリングエッグ

一定時間、巨大化したタマゴに変身し、転がりながら敵を押し潰す。ただしキーパーを押し潰すことはできない。
- ドンキーコング（パワー/55）
  - メガストライク - サンダーブラスト
  - スーパーアビリティ - サンダーバースト

地面を叩きつけて周辺に衝撃波を発生させ、相手を吹き飛ばす。
- ディディーコング－隠しキャラ（テクニカル/5）
  - メガストライク - ソーラーオーラ
  - スーパーアビリティ - レッドカード

ディディーコングの前に上昇する光を作り出し、相手を巻き込んで退場させる。退場されると一定時間画面からいなくなってしまうが、時間が経つと元の場所に戻ってくる。
- クッパ（パワー/66）
  - メガストライク - ヒートキャノン
  - スーパーアビリティ - ファイアストーム

口から炎を吐き出し、炎に触れた相手を火傷させて操作不能にする。一直線上で向きは変えられるが小回りが利きづらい。
- クッパJr.－隠しキャラ（オフェンス/6）
  - メガストライク - ソニックスクリーム
  - スーパーアビリティ - ソニックボイス

口から超音波を出し、一直線上にいる相手を小さくする。小さくなるとパスやシュートの強さが弱くなってしまう。
- ボスパックン－隠しキャラ（パワー/4）
  - メガストライク - プラントパワー
  - スーパーアビリティ - マッドマシンガン

泥を地面に吐き出す。泥の上に乗っているキャラクターは動きが鈍くなる。

### サイドキッカー
前作スーパーマリオストライカーズとは違い、サイドキッカーは3人バラバラに選ぶ（同じにする事も可能）。スーパーシュートの効果はキーパーのクリッターに対しても発揮されるものがある。
- キノピオ（テクニカル）
  - スーパーシュート - ファイアランチャー

炎をまとったシュートを放つ。ボールを受けた相手はやけどして操作不能になる。
- ノコノコ（バランス）
  - スーパーシュート - シェルスマッシュ

こうらに変形したボールをシュートする。相手を押し潰しながら貫通する能力を持ち、キーパーに当たると気絶する。直接ゴールは狙いづらいので気絶している瞬間にシュートを放つとゴールを決めやすい。
- ヘイホー（バランス）
  - スーパーシュート - キラーライダー

キラーに乗り込んで一直線にゴールに飛び込むシュート。相手やキーパーにぶつかるとキラーが爆発して周辺のキャラが吹き飛ばされる。
- ハンマーブロス（オフェンス）
  - スーパーシュート - ハンマーショット

キーパーに向かって複数のハンマーを投げつけ、そのままシュートを放つ。ハンマーにキーパーが当たると地面にめり込んで動けなくなり、その隙を突いてシュートできるのが魅力。
- チョロプー（パワー）
  - スーパーシュート - ドリルアタック

地中からゴール前に飛び出し、ヘディングシュートを放つ。
- テレサ（テクニカル）
  - スーパーシュート - ポルターガイスト

ボールごと消えて瞬間移動し、キーパーを惑わせるシュート。
- カロン（ディフェンス）
  - スーパーシュート - エレキショック

電撃をためたシュートを放つ。当たった相手キャラはしびれて一定時間動けなくなる。キーパーもしびれさせることができるので、しびれている瞬間に連続でシュートを放つとゴールが決まりやすい。チャージ時間が他のキャラより短めで使いやすい。
- キャサリン（パワー）
  - スーパーシュート - プリティエッグ

ボールを巨大なタマゴに包んでシュートする。ノコノコとは反対に、キーパー以外の敵に当たると止められてしまうが、キーパーを貫くことができる。ただしチャージ時間が他のキャラよりかなり長めに設定されており使いにくい。

### ゴールキーパー
- クリッター

今作も全てのチームでキーパーを担当する。

## ゲームモード
フリーバトル
いわゆるエキシビション。CPの強さやルールなどを自由に設定できる。
ニンテンドーWi-Fiコネクション
その名の通り、ニンテンドーWi-Fiコネクションに接続し、遠くの人とバトルが出来る。
カップバトル
1つのチームを選び、ファイアカップ、クリスタルカップ、ストライカーズカップの順に戦うモード。
ストライカーズトレーニング
マリオストライカーズ チャージドの操作を項目毎に練習できる。
ストライカーズチャレンジ
キャラクター毎に与えられたミッションをクリアするモード。クリアするとそのキャラクターのカードとフリーバトルで使えるルールが手に入る。
オプション
試合のカメラの動きや、音のボリュームを設定できる。
コレクションルーム
カップバトルやストライカーズチャレンジでの記録を確認出来る。